# Íleo
El término íleo (del latín ileus) describe en medicina la interrupción aguda del tránsito intestinal. Aunque es frecuente utilizar como sinónimos los conceptos de íleo y obstrucción intestinal, es más correcto reservar este último término para referirse al íleo mecánico (explicado más adelante). La obstrucción intestinal es la detención completa y persistente del contenido intestinal en algún punto de  su trayecto en el tubo digestivo, tanto a nivel del intestino delgado como del intestino grueso. 
Nunca debe confundirse íleo con íleon que es una porción anatómica del intestino delgado, ni con el prefijo íleo- que se emplea en la terminología médica combinado con un sufijo y puede tener diferentes significados dependiendo del sufijo: ileocecal, ileostomía, ileocolostomía, etc.

Los principales tipos de íleo son:
- Íleo mecánico. Cuando está originado por una causa física que provoca la obstrucción, por ejemplo una hernia umbilical estrangulada, una torsión o volvulo intestinal o un tumor maligno. Un subtipo de íleo mecánico es el íleo biliar.[1][2]

- Íleo paralítico. Se debe a una parálisis de la musculatura lisa intestinal. Es el caso del íleo originado por una peritonitis y el causado por la bajada de potasio en sangre (hipopotasemia).[1]